# 985. grenadirski polk (Wehrmacht)
985. grenadirski polk (izvirno nemško 985. Grenadier-Regiment; kratica 985. GR) je bil pehotni polk Heera v času druge svetovne vojne.

## Zgodovina
Polk je bil ustanovljen 11. decembra 1943 v zahodni Franciji in dodeljen 275. pehotni diviziji; decembra 1944 je bil polk razpuščen med bitko za Aachen.
Ponovno je bil ustanovljen 21. decembra 1944.